# Lispocephala parilis
Lispocephala parilis är en tvåvingeart som beskrevs av Hardy 1981. Lispocephala parilis ingår i släktet Lispocephala och familjen husflugor. Inga underarter finns listade i Catalogue of Life.